# After the Disco
After the Disco è il secondo
album discografico del gruppo musicale alternative rock statunitense Broken Bells, pubblicato nel gennaio 2014.

## Registrazioni
Le registrazioni dell'album sono state effettuate a Los Angeles (California) a partire dal 2012. Hanno collaborato alla parte vocale diversi coristi tra cui Becky Star (Lavender Diamond) e Elizabeth "Z" Berg (The Like). Gli arrangiamenti orchestrali sono stati condotti a Burbank con un'orchestra d'archi diretta da Daniele Luppi.
Delle sessioni aggiuntive e complementari sono state condotte a Pasadena. Il processo di realizzazione dell'album si è concluso nel novembre 2013.

## Copertina
La copertina è stata disegnata da Jacob Escobedo ed è ispirata alla "space art" degli anni '60-'70.

## Tracce
1. Perfect World – 6:24
2. After the Disco – 3:39
3. Holding On for Life – 3:56
4. Leave It Alone – 5:30
5. The Changing Lights – 3:48
6. Control – 3:41
7. Lazy Wonderland – 3:21
8. Medicine – 3:28
9. No Matter What You're Told – 3:50
10. The Angel and the Fool – 3:15
11. The Remains of Rock and Roll – 4:54

Durata totale: 45:46

## Singoli
Il primo singolo Holding On for Life è stato pubblicato il 21 novembre 2013. Ha fatto seguito la title track After the Disco, diffusa nel gennaio 2014.

## Formazione
- Brian Burton - batteria, organo, piano, synth, percussioni, basso, chitarra
- James Mercer - voce, chitarra, basso, synth, percussioni

## Classifiche
| Classifica (2014) | Posizione raggiunta |
| ----------------- | ------------------- |
| Canada            | 3                   |
| Stati Uniti       | 5                   |
| Regno Unito       | 12                  |
| Svizzera          | 10                  |
| Spagna            |                     |